# 빈장구

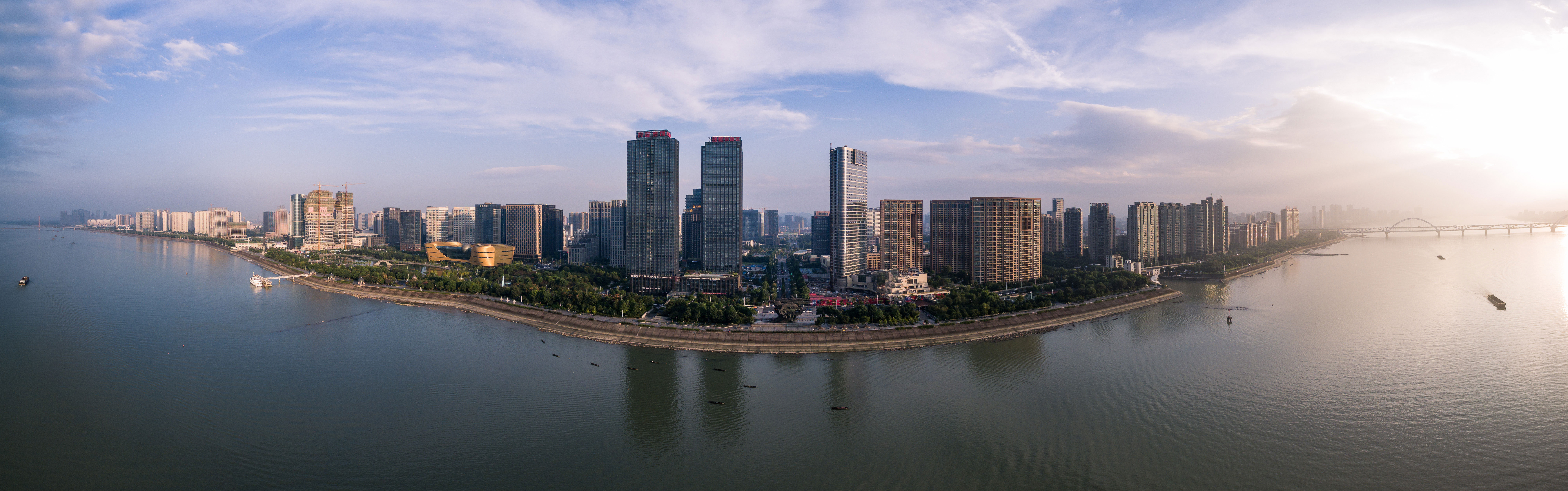

빈장구(한국어: 빈강구, 중국어: 滨江区, 병음: Bīnjiāng Qū)는 중화인민공화국 저장성 항저우시의 현급 행정구역이다. 빈장은 시호(西湖)로부터 첸탕강의 맞은 편에 위치한 항저우의 구시가지이다. 상하이의 푸둥처럼 아주 현대적이고 빠르게 개발되고 있는 지역으로 10년 전까지는 대부분 농촌이었다. 넓이는 73km2이고, 인구는 2007년 기준으로 140,000명이다.

## 행정 구역
3개 가도를 관할한다.
- 가도: 西兴街道, 长河街道, 浦沿街道.